# ノトスティロプス
ノトスティロプス（Notostylops）は絶滅した哺乳類の属である。

## 生態
始新世前期の南アメリカ大陸に生息していた哺乳類で、体長は 75cm ほど、南蹄類に属し、特に初期のなかま（南祖亜目）に属するとされる。
アルゼンチンなどで化石が発掘されており、骨格からはウサギのような外見をし、下草を食べていたと推測される。ノトスティロプスは広く繁栄した属であり、様々な生態的地位に適応していたとされる。頭蓋骨には齧歯目のような切歯があり、切歯と臼歯の間に｢歯隙｣と呼ばれる隙間を持っていた。